# Якарина
Якарина (лат. Volatinia jacarina) — вид птиц из семейства танагровых, единственный представитель рода Volatinia.

## Описание
Взрослые птицы имеют длину тела 10 см и весят 9 г. У самцов глянцевое сине-чёрное оперение с чёрным хвостом и крыльями. Нижняя сторона крыльев с белыми отметинами, заметными в полёте. Самки и молодые птицы имеют тёмно-коричневую окраску с бежевым полосами.

## Распространение
Вид широко распространён в южной Мексике, странах Центральной и Южной Америки до северной части Чили, Аргентины и Парагвая. Вид довольно част на островах Тринидад и Тобаго. Птица обитает в полуоткрытых ландшафтах. 

## Питание
Рацион птиц состоит в основном из семян растений.

## Размножение
Якарина строит небольшое чашеобразное гнездо, в кладке от одного до трёх бледно-зелёных яйца с красновато-коричневыми пятнами. Оба родителя участвуют в насиживании кладки и выкармливании птенцов.